# Oasis (Unternehmen)
Oasis ist eine Brauereigruppe mit Sitz in Limassol (Zypern). Das Unternehmen wurde 2008 gegründet. Im Jahr 2016 verkaufte es über 7 Millionen Hektoliter Bier und alkoholfreie Getränke.

## Standorte
- Oasis Belarus mit einem Softdrink-Werk in Bobruisk und einer Brauerei in Brest
- Oasis Kasachstan mit einer Brauerei in Almaty
- Oasis Russland mit einer Brauerei in Mytischtschi (Moscow Brewing Co.)
- Erste Privatbrauerei (Persha Privatna Brovarnia) in der Ukraine mit Brauereien in Lemberg und Radomysl

Dabei geht Oasis Partnerschaften mit der Europäischen Bank für Wiederaufbau und Entwicklung (EBRD) und der Oettinger Brauerei und der Hanseatic Tea Export GmbH aus Bremen (Marke: Althaus-Tee) ein.

## Leitung
Der Neuseeländer Nicholas Henderson-Stewart wurde 2014 Vorstandsvorsitzender von Oasis und ist Nachfolger des US-Amerikaners Eugene Kashper, der im selben Jahr die Pabst Brewing Company mit Sitz in Los Angeles (USA) erwarb.